# قطعنامه ۵۴۹ شورای امنیت
قطعنامه ۵۴۹ شورای امنیت سازمان ملل متحد که در تاریخ ۱۹ آوریل ۱۹۸۴ تصویب شد، سندی بین‌المللی دربارهٔ اسرائیل-لبنان است. این قطعنامه طی نشست ۲۵۳۰ام با ۱۳ موافق، ۰ مخالف و ۲ ممتنع تصویب شد.